# 20 Pułk Ułanów im. Króla Jana III Sobieskiego

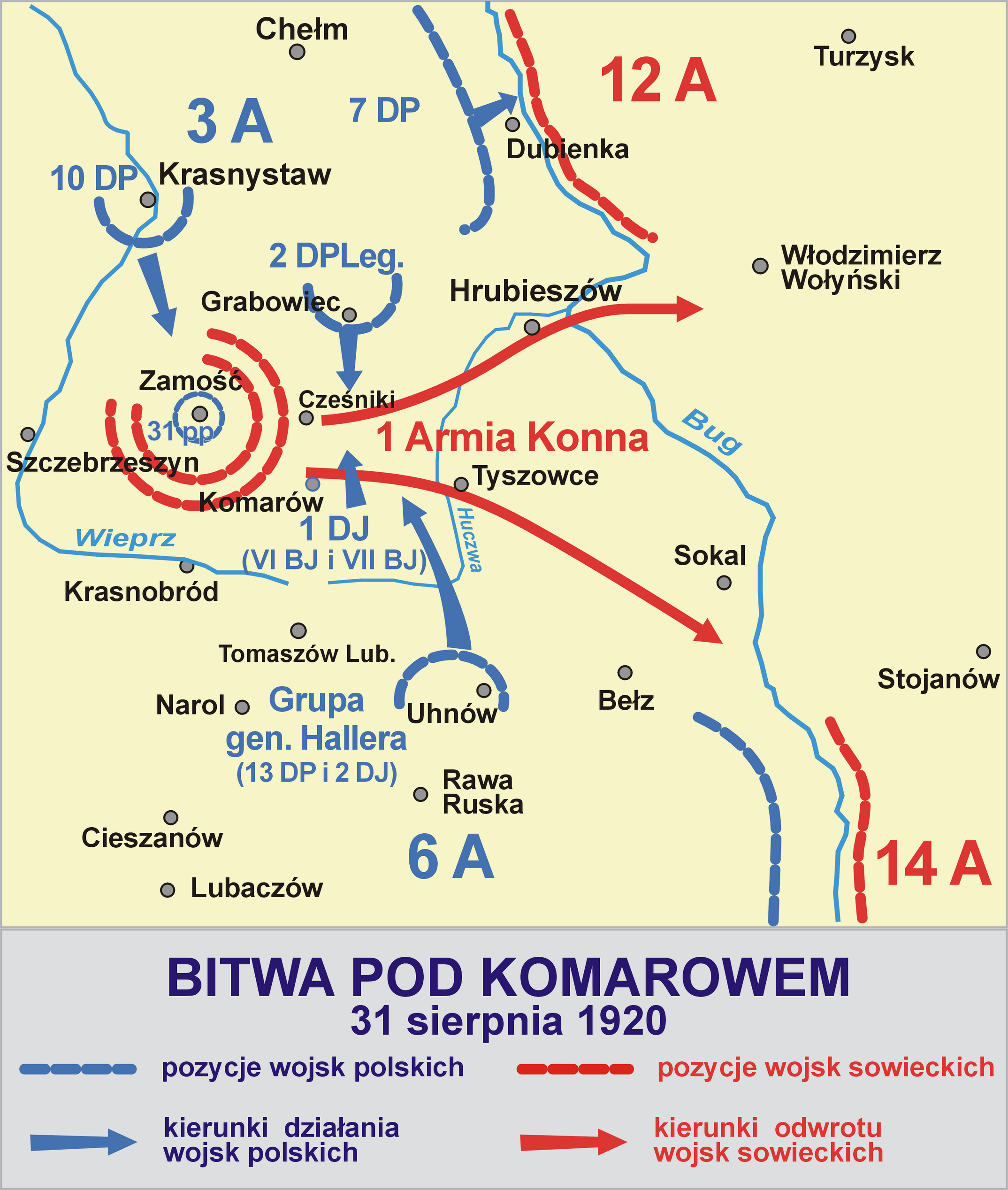

20 pułk ułanów im. Króla Jana III Sobieskiego (20 puł.) – oddział kawalerii Wojska Polskiego II RP.
Pułk sformowany został w Ostrołęce w 1920 jako rezerwowy 108 pułk ułanów. Walczył w obronie mostu na Narwi w Nowogrodzie, pod Łomżą, Kuleszką, Milewem, o Ciechanów, pod Biskupiczami i Rudnią Baranowską.

W styczniu 1921 został przemianowany na 20 pułk ułanów, a w 1927 nadano mu imię Króla Jana III Sobieskiego.
W okresie międzywojennym stacjonował w garnizonie Rzeszów.

 
W kampanii wrześniowej walczył w składzie macierzystej Kresowej Brygady Kawalerii prowadząc działania opóźniające na prawym skrzydle Armii „Łódź”.

## Formowanie
Pułk nawiązywał do tradycji 20 pułku ułanów Księstwa Warszawskiego uczestniczącego w kampanii napoleońskiej 1812. 
W 1920 w Ostrołęce sformowano 108 pułk ułanów. W jego skład weszły dwa szwadrony 3 pułku strzelców konnych, jeden szwadron 8 pułku ułanów im. Księcia Józefa Poniatowskiego i jeden szwadron 6 pułku Ułanów Kaniowskich. Pierwszym dowódcą został pułkownik Dymitr Radziwiłowicz, a 30 lipca 1920 wyznaczone szwadrony spotkały się w Ostrołęce. Jego skład osobowy na ów dzień wynosił 19 oficerów, 780 szeregowych, 800 koni i 16 wozów.
Pułk posiadał szable austriackie i niemieckie; na stanie były również karabinki austriackie. Dużą część pułku stanowił rocznik poborowych oraz dawni rezerwiści armii austriackiej. Rzędy końskie posiadał austriackie i meksykańskie. Przewaga koni młodych. Oddziałem gospodarczym dla pułku był 8 pułk ułanów. Pierwszy rozkaz pułkowy pochodzi z 21 sierpnia, podpisał go rotmistrz Piotr Głogowski, za zgodność podpisał go porucznik Uranowicz, który w owym czasie pełni funkcję adiutanta. 
| Obsada personalna 108 pułku ułanów w 1920 | Obsada personalna 108 pułku ułanów w 1920             |
| Stanowisko                                | Stopień, imię i nazwisko                              |
| ----------------------------------------- | ----------------------------------------------------- |
| Dowódca                                   | rtm. Piotr Głogowski                                  |
| adiutant                                  | por. Franciszek Uranowicz                             |
| adiutant                                  | por. Witold Lipowski                                  |
| lekarz                                    | ppor. Henryk Jarocki                                  |
| Lekarz wet.                               | por. lek. wet. Władysław Leżoń                        |
| Dowódca I dywizjonu                       | rtm. Kazimierz Romański                               |
| Dowódca II dywizjonu                      | rtm. Edmund Skowroński                                |
| dowódca 1 szwadronu                       | rtm. Sędzimir                                         |
| dowódca 1 szwadronu                       | pchor. / ppor. Bogumił Szumski 13 IX 1920 ranny       |
| dowódca 1 szwadronu                       | ppor. Gustaw Ceratkiewicz                             |
| dowódca 1 szwadronu                       | ppor. Aleksander Napiórkowski †18 VIII 1920 Ciechanów |
| dowódca 2 szwadronu                       | por. Edward Ostrowski †3 VIII 1920 Ostrołęka          |
| dowódca 2 szwadronu                       | rtm. Władysław Jercho                                 |
| w 2 szwadronie                            | pchor. Marian Mańkowski †3 VIII 1920 Ostrołęka        |
| dowódca 3 szwadronu                       | rtm. Kazimierz Romański                               |
| dowódca 4 szwadronu                       | por. Sławosz Szydłowski                               |
| dowódca szwadronu karabinów maszynowych   | por. dr Edward Skowroński                             |
| dowódca oddziału sztabowego               | por. Władysław Gundelach                              |
| dowódca oddziału sztabowego               | por. Stanisław Drzewiński                             |
| dowódca oddziału sztabowego               | por. Władysław Horodyski                              |
| dowódca oddziału sztabowego               | por. Stefan Grudzielski 3 VIII 1920 ranny             |
| dowódca oddziału sztabowego               | por. Jan Wiśniowiecki                                 |
| dowódca oddziału sztabowego               | pchor. Stanisław Sozański †3 VIII 1920 Ostrołęka      |
| Dowódca plutonu                           | pchor. Jan Kozienicki                                 |
| Oficer pułku                              | pchor. Józef Friszer                                  |
|                                           | pchor. Aleksander Grabowiecki                         |
| Oficer pułku                              | pchor. Wiktor Kegler                                  |

## Pułk w walce o granice
Pułk przydzielono do 8 Brygady Jazdy, którą sformowano w tamtym okresie dla przeciwstawienia radzieckiemu III Korpusowi Kawalerii Gaja. W obszarze Ostrołęki zebrano więc 108., 2. i 115 pułk ułanów a także 8 dywizjon artylerii konnej. Dowództwo powierzono generałowi Suszyńskiemu.
108 pułk ułanów pierwszy patrol odbył 20 lipca 1920. Pierwsze potyczki miały miejsce już w pierwszych dniach działania pułku. Należy tu odnotować obronę mostu w Nowogrodzie przez patrol podchorążego Szumskiego oraz uliczne walki z kozakami. Do pierwszego starcia ogniowego doszło 1 sierpnia 1920 i tu pułk poniósł pierwsze straty: 14 zabitych i rannych.
Przeprawa w Nowogrodzie była niestrzeżona przez Polaków, w związku z czym kawaleria rosyjska działała w obszarze pomiędzy Ostrołęką a Łomżą. 5 sierpnia pułk wziął udział w odsieczy w okolicach Łomży, a celem było odpędzenie nieprzyjaciela. We wsi Kuleszka, 2/108 pułku ułanów został otoczony przez bolszewicką kawalerię i musiał wycofać się z rejonu Ostrołęki. Straty były poważne: zginęli porucznik Ostrowski, podchorąży Mańkowski i 50 ułanów.
Wraz z ofensywą Rosjan w kierunku Warszawy, stworzono linię obrony 10 km na północny wschód od Ostrołęki. Lewe skrzydło opierało się o Narew, prawe o tor kolejowy Ostrołęka – Łomża. Rosjanie byli osłonięci bagnami. Mimo to, ułani atakowali i w dniach 1 i 2 sierpnia zajęli Nowy Dwór i zepchnęli wroga do wsi Zabiele. 3 sierpnia do żołnierzy pułku przemawiał generał Roja. Wydał też rozkazy. Od rana trwał silny ostrzał artyleryjski, więc należało dążyć do dalszego wyparcia Rosjan. Do walki został skierowany 1. i 4 szwadron 108 pułku. Celem była wieś Zabiele. I tym razem ułani zwyciężyli. W boju pod Nowym Dworem wyróżniony został za męstwo porucznik Horodyski. Polegli m.in.: podchorąży Stanisław Sożański, raniony został porucznik Stefan Grudzielski, zaś 150 żołnierzy zostało zabitych, ranionych lub zaginęło w akcji.
Mimo taktycznych sukcesów, pułk musiał się wycofać. W dniach 5 do 10 sierpnia pułk cały czas prowadził walki osłaniając odwrót brygady przez Biebrzyce, Węgrzynowo i Stary Gołymin na Gąsocin. W okolicy Gołymina walki prowadził 1 szwadron pod dowództwem rotmistrza Sędzimira. W walce został śmiertelnie ranny podporucznik Aleksander Napiórkowski i 16 ułanów. W tym samym czasie powiększył się skład 8 Brygady i składa się ona z 108., 2. i 115 pułku ułanów, 8 dywizjon artylerii konnej i 203 pułk ułanów. Dowodzenie przejął generał Karnicki.
11 sierpnia nastąpiło formalne podporządkowanie 8 Brygady dowódcy 18 Dywizji Piechoty. Brygada obsadziła pozycje obronne pod Gąsocinem, zajmując stanowiska na lewym skrzydle 5 Armii.
12 sierpnia brygada odparła atak na Gąsocin a wieczorem przemieściła się do Nowego Miasta.
13 sierpnia rano doszło do starcia pod Milewem, następnie 108 pułk przemieścił się do Szeronina.
14 sierpnia pułk wziął udział w natarciu na Ciechanów. Po drodze została stoczona walka pod Glinojeckiem, gdzie wzięto 513 jeńców, 40 karabinów.
15 sierpnia w południe wkroczył do Ciechanowa. W mieście kwaterował sztab sowieckiej 4 Armii, której dowódca zbiegł na wschód. 18 Dywizja Piechoty nie zdołała dojść do Ciechanowa, tak więc 8 Brygada Jazdy wycofała się do Rumoki na lewe skrzydło dywizji.
16 sierpnia rano, 8 Brygada ze 108 pułkiem ułanów w straży przedniej, zajęła znów Ciechanów. W późniejszych godzinach cała brygada stoczyła walkę z 16 Dywizją Strzelców w obszarze Wróblewo – Opinogóra, następnie wycofując się do Borek. 8 Brygada zajęła się osłanianiem lewego skrzydła 5 Armii która to zaczęła swoje przeciwnatarcie.
8 i 9 Brygady Jazdy pod dowództwem gen. Gustawa Dreszera otrzymały zadanie przecięcia odwrotu, podążającym z zachodu, 4 Armii bolszewickiej i Korpusowi Gaja. 8 Brygada maszerując z okolic Płońska w Strzegowie zastała Korpus Gaja, który zaczyna wycofywać się w kierunku granicy niemieckiej. Dalsza trasa pościgu za nieprzyjacielem to kolejno: Miączyn, Liberadz i dalej w kierunku Mławy. Pułk dochodzi do Turzy Małej, gdzie od 28 sierpnia do 1 września odpoczywa, przygotowując się do wyjazdu na front wschodni. 1 września wyjeżdża do Chełma.
Zawieszenie broni 18 października 1920 zastało pułk we wsi Filipowicze Koreckie.

### Polegli i zmarli
| Żołnierze pułku polegli i zmarli z ran w czasie wojny polsko-bolszewickiej | Żołnierze pułku polegli i zmarli z ran w czasie wojny polsko-bolszewickiej | Żołnierze pułku polegli i zmarli z ran w czasie wojny polsko-bolszewickiej |
| -------------------------------------------------------------------------- | -------------------------------------------------------------------------- | -------------------------------------------------------------------------- |
| pchor. Marjan Mańkowski                                                    | ppor. Aleksander Napiórkowski                                              | por. Edward Ostrowski Edward                                               |
| pchor. Stanisław Sożański                                                  | ułan Józef Dunaj                                                           | ułan Tomasz Dziadowski                                                     |
| ułan Franciszek Galas                                                      | ułan Franciszek Henek                                                      | ułan Paweł Jarek                                                           |
| ułan Stanisław Jawor                                                       | st. ułan Mikołaj Kostrowicki                                               | ułan Franciszek Kowalczyk                                                  |
| ułan Jan Koziołek                                                          | kapr. Franciszek Krysa                                                     | ułan Franciszek Kurczap                                                    |
| ułan Stanisław Kuźma                                                       | ułan Tadeusz Mitkowski                                                     | ułan Jan Nowak                                                             |
| ułan Piotr Papuga                                                          | ułan Wojciech Polak                                                        | ułan Franciszek Slapiński                                                  |
| ułan Stanisław Stasiowski                                                  | ułan Jan Tukarski                                                          | ułan Jan Waleczko                                                          |
| ułan Stanisław Węgrzyn                                                     | ułan Jan Wszołek                                                           |                                                                            |

Ponadto poległo kilkudziesięciu ułanów, których nazwisk i miejsc pochówku nie ustalono.

### Kawalerowie Virtuti Militari
| Żołnierze pułku odznaczeni Krzyżem Srebrnym Orderu Wojskowego Virtuti Militari za wojnę 1918–1920 | Żołnierze pułku odznaczeni Krzyżem Srebrnym Orderu Wojskowego Virtuti Militari za wojnę 1918–1920 | Żołnierze pułku odznaczeni Krzyżem Srebrnym Orderu Wojskowego Virtuti Militari za wojnę 1918–1920 |
| ------------------------------------------------------------------------------------------------- | ------------------------------------------------------------------------------------------------- | ------------------------------------------------------------------------------------------------- |
| kpr. August Brzęk                                                                                 | ppor. Gustaw Ceratkiewicz                                                                         | kpr. Jan Cichoń                                                                                   |
| st. wachm. Józef Cichorz                                                                          | plut. Franciszek Dziaduła                                                                         | rtm. Piotr Głogowski                                                                              |
| st. ułan Franciszek Golba                                                                         | por. Aleksander Grabowiecki                                                                       | por. Władysław Horodyski                                                                          |
| kpr. Walenty Klesk                                                                                | ułan Karol Krawczyk                                                                               | plut. Stanisław Kuśnierz                                                                          |
| wachm. Zenon Maszyński                                                                            | ppor. Aleksander Napiórkowski                                                                     | ułan Jan Ozdon                                                                                    |
| rtm. Kazimierz Romański                                                                           | plut. Marian Szendzielarz nr 5094                                                                 | st. ułan Józef Syska                                                                              |
| st. ułan Michał Sznajder                                                                          | ppor. Bogumił Szumski                                                                             | rtm. Franciszek Uranowicz                                                                         |

Krzyżem Walecznych odznaczonych zostało 37 żołnierzy, w tym rtm. Stanisław Gepner i st. wachm. Leon Wiatr.

## Pułk w czasie pokoju

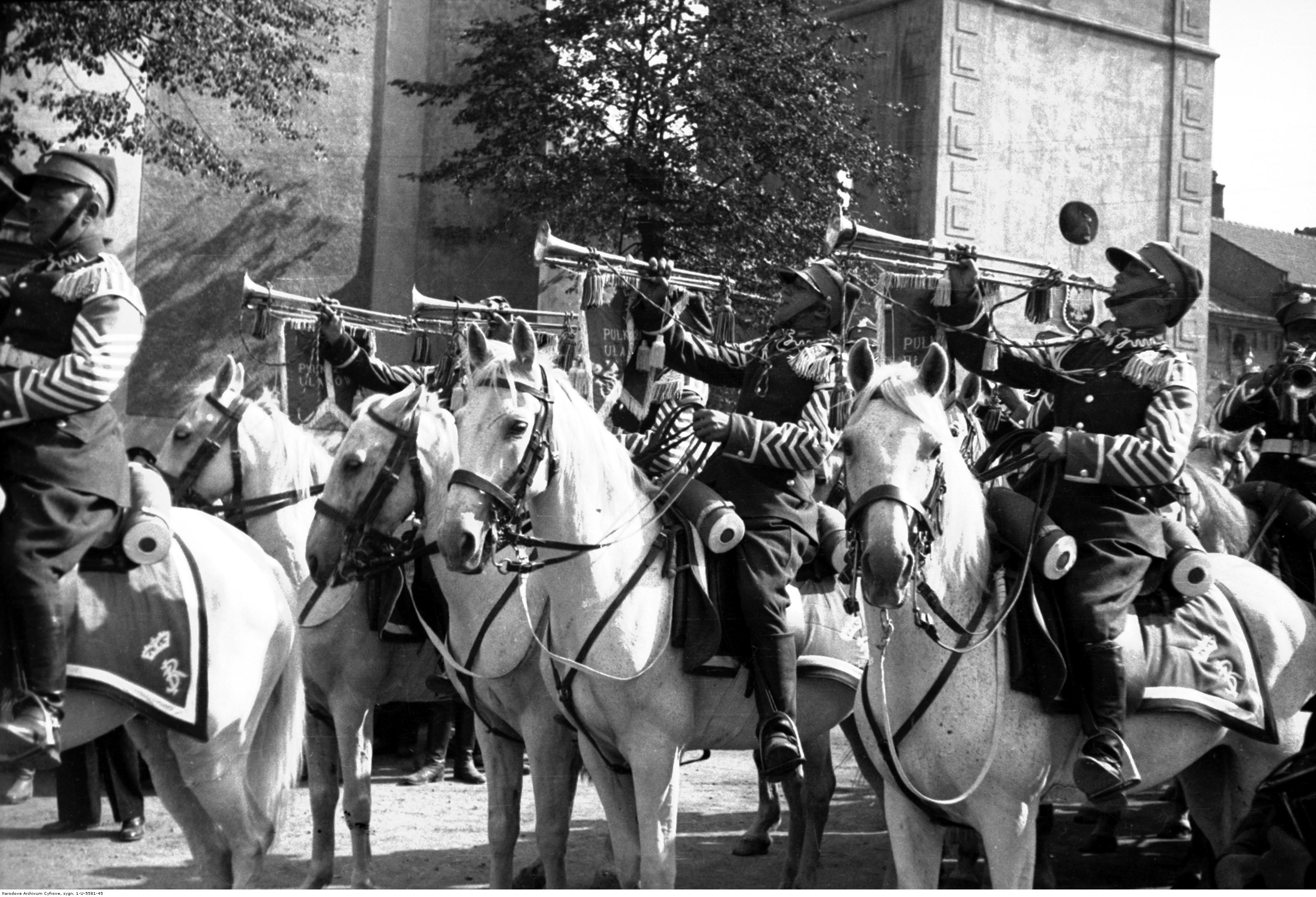
Fanfarzyści p.uł.

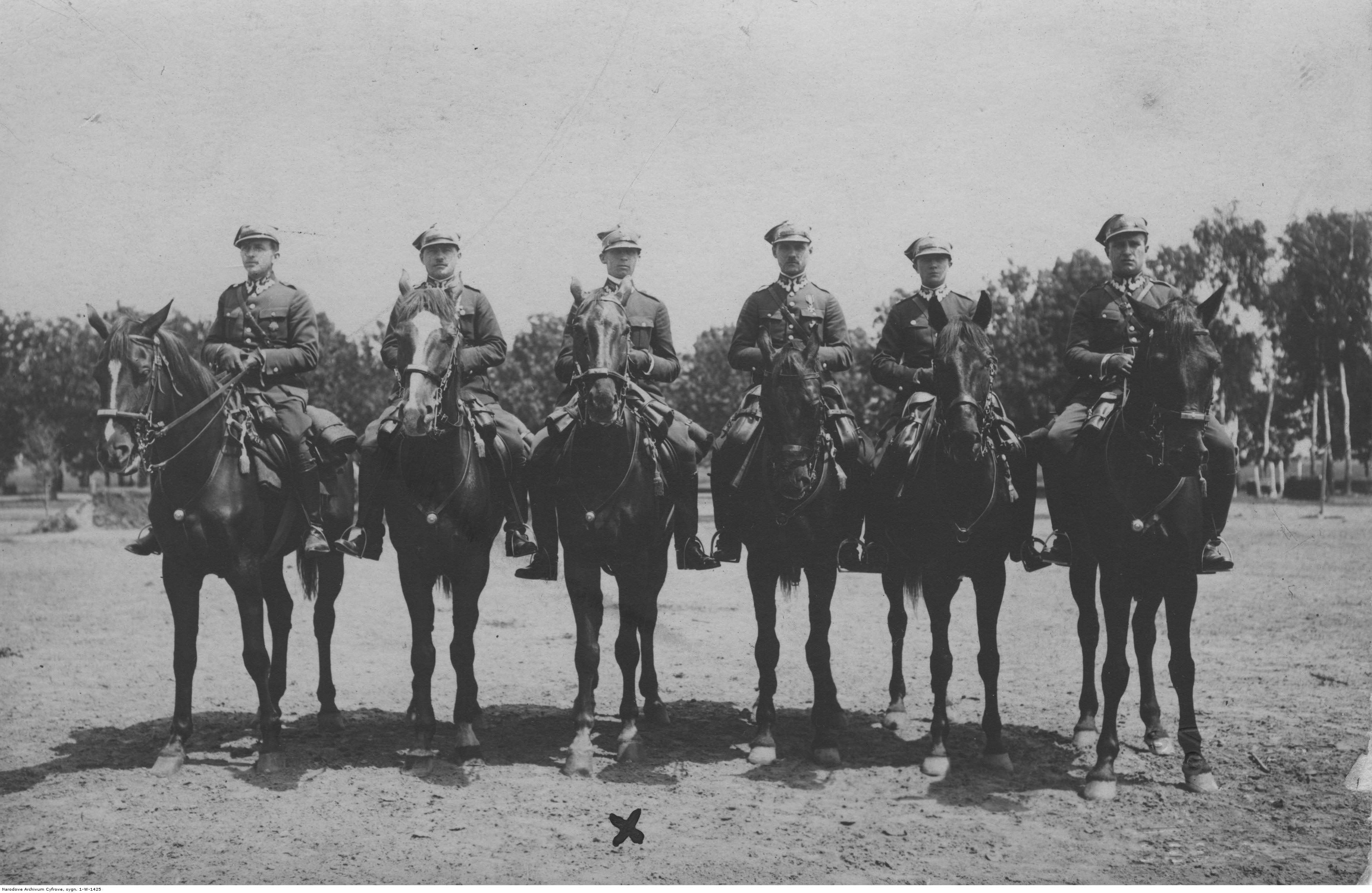
Oficerowie rezerwy 20 p.uł.

### Reorganizacja i podporządkowanie
Po podpisaniu rozejmu z Rosją bolszewicką pułk wycofano do Włodzimierza Wołyńskiego. Na przełomie 1920 i 1921 zapadła decyzja o przeformowaniu części rezerwowych i ochotniczych pułków jazdy w pułki regularne. 
Na podstawie rozkazu ministra spraw wojskowych z 15 stycznia 1921 roku 108 pułk ułanów został przemianowany na 20 pułk ułanów.
We Włodzimierzu Wołyńskim zdemobilizowano ochotników oraz żołnierzy najstarszych roczników. 10 lutego 1921 pułk liczył 9 oficerów, 4 podchorążych, 280 szeregowych i 470 koni. Tego dnia pułk załadował się na stacji Włodzimierz Wołyński i odjechał do Rzeszowa.  W tym czasie pułk wszedł w skład X Brygady Jazdy.

Od 1924, wraz ze zmianą terminu „jazda” na „kawaleria", wszedł w skład X Brygady Kawalerii, a od 1930 był w składzie samodzielnej 10 Brygady Kawalerii. W 1936 rozważano koncepcję motoryzacji pułku w ramach całej 10 BK, ale opór ze strony korpusu oficerskiego spowodowały, że zmotoryzowany został 24 pułk ułanów, natomiast 20 puł został przekazany w podporządkowanie dowódcy Kresowej Brygady Kawalerii i w jej strukturze pozostał do września 1939.
4 sierpnia 1927 generał dywizji Daniel Konarzewski, w zastępstwie ministra spraw wojskowych, nadał 20 pułkowi ułanów nazwę „20 Pułk Ułanów imienia Króla Jana III Sobieskiego”.

### Zakwaterowanie

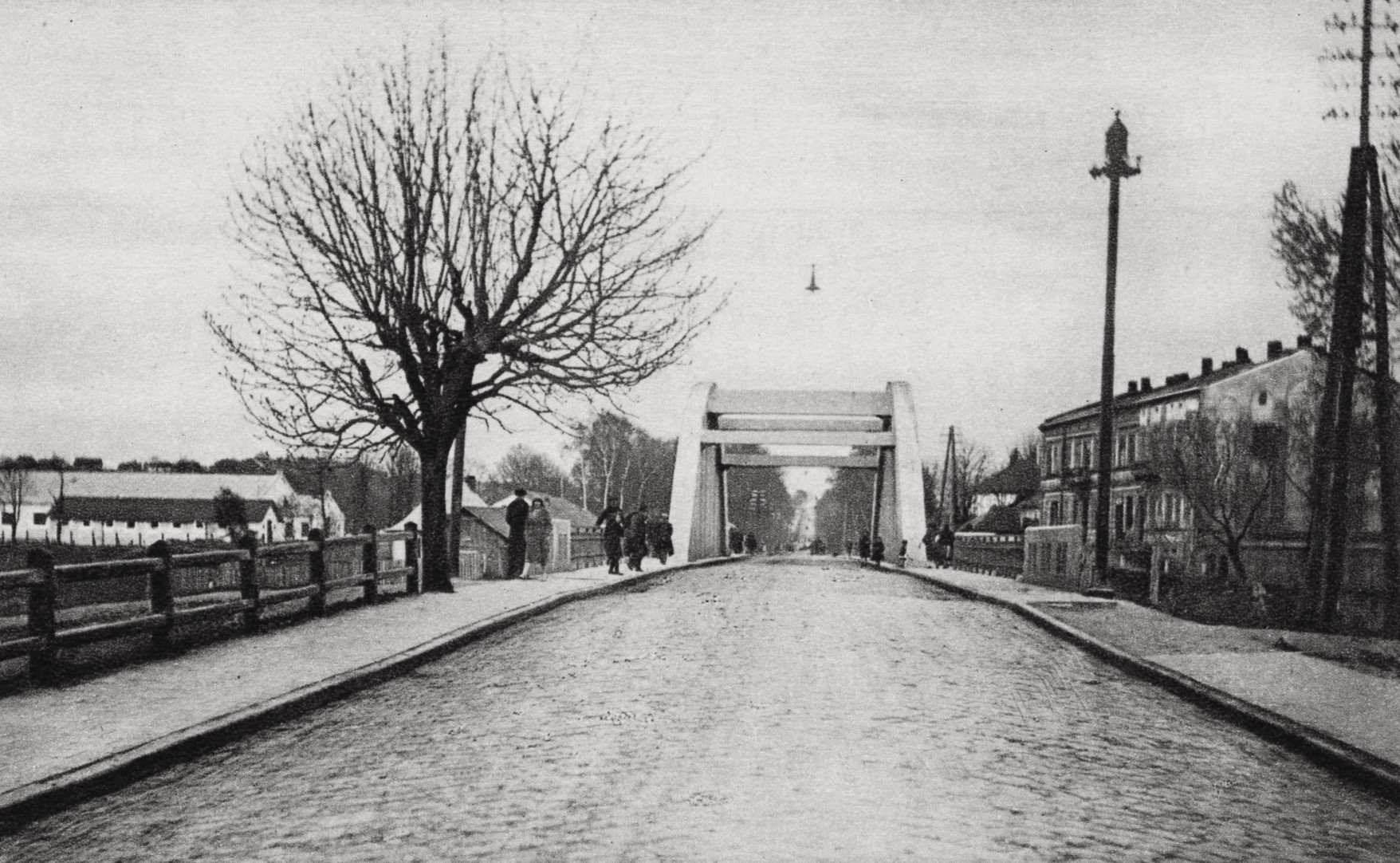
Rzeszów - most oraz koszary 20 puł.

Po krótkim pobycie we Włodzimierzu Wołyńskim, pułk przetransportowany został do Rzeszowa. Kawaleryjskie koszary przy ul. J. Dąbrowskiego były jednak zbyt ciasne i dlatego też pozostawiono w nich jedynie dowództwo pułku, 1 szwadron liniowy, szwadron karabinów maszynowych oraz pluton łączności, natomiast 27 lipca pozostałe szwadrony liniowe oraz inne pododdziały skierowano do Dębicy.
24 czerwca 1930 w Koszarach Poniatowskiego w Rzeszowie odsłonięto tablicę pamiątkową ku czci poległych ułanów. W latach 1922–1923 Pułk dysponował też dwoma innymi kompleksami w Rzeszowie. Były to Koszary Hallera i Koszary Bema.

Szwadrony stacjonujące w Dębicy powróciły do Rzeszowa na początku lat 30. XX w. Na mocy rozkazu z 14 listopada 1932 wrócił  3 szwadron, natomiast jesienią 1933 wróciły szwadrony 2 i 4 wraz z drużyną ckm na taczankach. Cały pułk zakwaterowany został w Koszarach Piłsudskiego, które to opuścił odchodzący do Przemyśla 22 pułk artylerii lekkiej.

W 1937 planowano motoryzację pułku. Zdecydowany opór kadry oficerskiej sprawił, że zrezygnowano z tych planów, ale konsekwencją tej decyzji było przeniesienie w maju 1939 szwadronu zapasowego do Koszar Sowińskiego w Kamionce Strumiłowej i planowana przeprowadzka reszty pułku do marca 1940.

### Święto pułkowe
Początkowo pułk obchodził swoje święto 15 września, w rocznicę szarży pod Biskupiczami przeprowadzonej w 1920. 19 maja 1927 minister spraw wojskowych marszałek Polski Józef Piłsudski ustalił i zatwierdził dzień 24 czerwca, jako datę święta pułkowego. Od tej pory pułk obchodził swoje święto w dniu imienin patrona.

### Konie
Konie starano się grupować według maści w poszczególnych pododdziałach według następującego schematu: 1 szwadron – jasnogniade, 2 szwadron – gniade, 3 szwadron – ciemnogniade, 4 szwadron – skarogniade, szwadron karabinów maszynowych – kare, pluton łączności – szpaki, pluton trębaczy – siwe. 

### Plany mobilizacyjne i mobilizacja  1939
| Pułk w planie mobilizacyjnym „S”   | Pułk w planie mobilizacyjnym „S” | Pułk w planie mobilizacyjnym „S” |
| Nazwa pododdziału                  | Termin                           | Miejsce mobilizacji              |
| ---------------------------------- | -------------------------------- | -------------------------------- |
| dowódca pułku z drużyną            | alarm                            | Rzeszów                          |
| pluton łączności                   | alarm                            | Rzeszów                          |
| 1 szwadron                         | alarm                            | Rzeszów                          |
| 2÷4 szwadrony                      | alarm                            | Dębica                           |
| szwadron karabinów maszynowych     | alarm                            | Rzeszów                          |
| szwadron kawalerii nr 54           | 8                                | Rzeszów                          |
| pluton ckm nr 54                   | 8                                | Rzeszów                          |
| szwadron kawalerii nr 67           | 10                               | Rzeszów                          |
| pluton ckm nr 67                   | 10                               | Rzeszów                          |
| dowódca brygady kawalerii nr 10    | alarm                            | Rzeszów                          |
| kolumna taborowa nr1084            | 11                               | Rzeszów                          |
| kolumna taborowa nr 1085           | 12                               | Rzeszów                          |
| kolumna taborowa nr 1086           | 12                               | Rzeszów                          |
| Kwatera Główna nr 110 (I eszelon)  | alarm                            | Rzeszów                          |
| Kwatera Główna nr 110 (II eszelon) | 4                                | Rzeszów                          |
| poczta polowa nr 110               | 4                                | Rzeszów                          |
| sąd polowy nr 110                  | 4                                | Rzeszów                          |
| uzupełnienie do czasu „W”          | 6                                | Rzeszów                          |
| szwadron marszowy 1/20 puł         | 18                               | Rzeszów                          |
| pluton marszowy nr 1/54            | 30                               | Rzeszów                          |
| pluton marszowy nr 1/67            | 30                               | Rzeszów                          |
| szwadron zapasowy                  | do 15                            | Rzeszów                          |
| Oficerska Szkoła Kawalerii         | 30                               | Dębica                           |
| Centrum Wyszkolenia Kawalerii      |                                  | Dębica                           |
| Szkoła Podchorążych Kawalerii      |                                  | Dębica                           |

| Obsada personalna i struktura organizacyjna w marcu 1939 | Obsada personalna i struktura organizacyjna w marcu 1939 |
| Stanowisko                                               | Stopień, imię i nazwisko                                 |
| -------------------------------------------------------- | -------------------------------------------------------- |
| dowódca pułku                                            | płk dypl. Andrzej Kunachowicz                            |
| I zastępca dowódcy                                       | mjr dypl. Włodzimierz Kasperski                          |
| adiutant                                                 | rtm. Stanisław Błaszczak *                               |
| naczelny lekarz medycyny                                 | kpt. dr Kazimierz Gnatowski                              |
| starszy lekarz weterynarii                               | kpt. Marian Górniewicz                                   |
| oficer placu Rzeszów                                     | rtm. adm. (kaw.) Wilhelm Latawiec                        |
| II zastępca dowódcy (kwatermistrz)                       | mjr Michał Albin Ordyniec                                |
| oficer mobilizacyjny                                     | rtm. adm. (kaw.) Jerzy Witoszyński                       |
| zastępca oficera mobilizacyjnego                         | por. Władysław Bober                                     |
| oficer administracyjno-materiałowy                       | por. adm. (kaw.) Władysław Kaszewski                     |
| dowódca szwadronu gospodarczego                          | rtm. Stanisław Błaszczak (*)                             |
| oficer gospodarczy                                       | kpt. int. Jan Grzelak                                    |
| oficer żywnościowy                                       | chor. Franciszek Barczyk                                 |
| dowódca plutonu łączności                                | por. Stanisław Taczak                                    |
| dowódca plutonu kolarzy                                  | por. Kazimierz Jankowski (*)                             |
| dowódca plutonu ppanc.                                   | por. Piotr Strok                                         |
| dowódca 1 szwadronu                                      | rtm. Jan Burtowy                                         |
| dowódca plutonu                                          | por. Tadeusz Marian Strugalski                           |
| dowódca plutonu                                          | ppor. Stefan Błażejewski                                 |
| dowódca 2 szwadronu                                      | rtm. Edward III Zieliński                                |
| dowódca plutonu                                          | por. Kazimierz Jankowski (*)                             |
| dowódca plutonu                                          | por. Jerzy Krasuski                                      |
| dowódca plutonu                                          | por. kontr. Getmisz Kaz-Gerej                            |
| dowódca 3 szwadronu                                      | rtm. Jan Mieczysław Ptak                                 |
| dowódca plutonu                                          | ppor. Zbigniew Marian Chwałek                            |
| dowódca 4 szwadronu                                      | rtm. Franciszek Beranek                                  |
| dowódca plutonu                                          | ppor. Eugeniusz Sylwester Gąska                          |
| dowódca plutonu                                          | ppor. Marian Alfred Rotter                               |
| dowódca plutonu                                          | ppor. Józef Stanisław Rymel                              |
| dowódca szwadronu km                                     | por. Witold Józef Marian Morawski                        |
| dowódca plutonu                                          | por. Andrzej Lech Chołociński                            |
| dowódca plutonu                                          | por. Bolesław Jerzy Daniłłowicz                          |
| dowódca szwadronu zapasowego                             | rtm. Józef Murasik                                       |
| zastępca dowódcy                                         | por. Ludwik Cuber                                        |
| na kursie                                                | rtm. Marian Szendzielarz                                 |
| na kursie                                                | por. Stefan Cyryl Gniewiewski                            |

## Pułk w kampanii wrześniowej
Kampanię wrześniową pułk odbył w ramach Kresowej BK. 
Mobilizację rozpoczęto 28 sierpnia. Po jej zakończeniu szwadrony odjechały do miejsca przeznaczenia trasą Lwów – Równe – Warszawa – Kutno, a stację wyładowczą osiągnięto już po wybuchu wojny. 
W rejonie Kutna niemieckie lotnictwo zaatakowało będący jeszcze w transportach 1 i 2 szwadron. Po wyładowaniu pułk obsadził stanowiska obronne w rejonie Rossoszycy. Nocą został przesunięty w rejon Sikucin – Jamno, by rano maszerować dalej na zachodni skraj miejscowości Warta. Podczas marszu kolumny atakowało lotnictwo, a pułk poniósł pierwsze straty w ludziach. 4 września pułk wszedł w swój pierwszy kontakt ogniowy z przeciwnikiem naziemnym. Niemieckie zmotoryzowane oddziały zostały powstrzymane, ale w  południe rozkaz dowódcy brygady nakazał dalsze wycofanie w rejon Rożdżały, a kolejny rozkaz obsadzenie stanowisk na odcinku Glinno – Brodnia – Brzeg i zorganizowanie obrony przepraw na Warcie. W tym czasie samoloty niemieckie zbombardowały i zniszczyły tabory pułkowe. W wyniku oskrzydlenia, szwadrony zmuszone zostały do wycofania w rejon Puczniewa. Tu przekroczyły Ner i zajęły stanowiska obronne. 7 września pułk wycofywał się w kierunku Głowna do lasu pomiędzy Zgierzem a Ozorkowem i dalej na wschód.

Do tej pory, z wyjątkiem odłączonego wcześniej 3 szwadronu, pułk działał całością sił jako zwarta jednostka bojowa. O świcie 9 września osiągnął rejon Skierniewic. Przy dowódcy pułku pozostała już tylko część pododdziałów, a płk Kunachowicz podporządkował się gen. Tomme. Marsz przez płonące Skierniewice skutecznie podważył morale żołnierzy. 10 września, w czasie organizacji obrony na Rawce, odłączyli się od oddziału koniowodni z końmi 4 szwadronu. Nakazany nocny marsz w kierunku Góry Kalwarii na poligon Raducz odbywał się już bez map, część oddziałów pogubiła się, a przy dowódcy pułku pozostał jeden szwadron liniowy, pluton łączności, pluton karabinów maszynowych, dwa działka przeciwpancerne i część sztabu.11 września pułk został otoczony w lesie pod Psarami przez oddziały niemieckiej 18 Dywizji Piechoty i po przegranej bitwie przestał istnieć. Rannego dowódcę pułku przewieziono taczanką do dworu Lisna, ale tam Niemcy wzięli go do niewoli. Jedynie dowódca 2 szwadronu rtm. Kazimierz Czarnek, wraz z częścią pododdziałów przebił się przez pierścień okrążenia i dalej przedzierał się lasami, do 15 września utrzymując część ułanów pod swoją komendą. 
3 szwadron rotmistrza Jana Ptaka w wyniku zamieszania marszowego dołączył do 22 pułku ułanów i wziął udział w obronie Warszawy. 4 szwadron, który też stracił kontakt z pułkiem, razem z resztkami Kresowej Brygady Kawalerii dołączył do zgrupowania generała Władysława Andersa i walczył w jego składzie do 27 września.
| Struktura organizacyjna i obsada personalna we wrześniu 1939 | Struktura organizacyjna i obsada personalna we wrześniu 1939 |
| ------------------------------------------------------------ | ------------------------------------------------------------ |
| Dowództwo                                                    |                                                              |
| dowódca pułku                                                | płk dypl. kaw. Andrzej Kunachowicz                           |
| zastępca dowódcy pułku                                       | mjr kaw. Michał Albin Ordyniec                               |
| adiutant                                                     | rtm. Stanisław Błaszczak                                     |
| oficer ordynansowy                                           | por. rez. kaw. Aleksander Russocki                           |
| szef kancelarii                                              | wachm. Jan Cebula                                            |
| kwatermistrz                                                 | rtm. Marian Szendzielarz                                     |
| oficer żywnościowy                                           | chor. Franciszek Barczyk                                     |
| płatnik                                                      | kpt. int. Jan Grzelak                                        |
| lekarz                                                       | kpt. lek. Kazimierz Gnatowski                                |
| lekarz weterynarii                                           | por. lek. wet. dr Augustyn Szozda                            |
| dowódca szwadronu gospodarczego                              | por. rez. Leszek Borkowski                                   |
| szef szwadronu                                               | st. wachm. Michał Ciebiera                                   |
| 1 szwadron                                                   |                                                              |
| dowódca szwadronu                                            | rtm. Jan Burtowy                                             |
| dowódca I plutonu                                            | ppor. kaw. Józef Rymel                                       |
| dowódca II plutonu                                           | ppor. rez. Jan Wróblewski                                    |
| p.o. dowódcy III plutonu                                     | wachm. Aleksy Ryżow                                          |
| szef szwadronu                                               | st. wachm. Bogusław Staut                                    |
| 2 szwadron                                                   |                                                              |
| dowódca szwadronu                                            | rtm. Kazimierz Czarnek                                       |
| dowódca I plutonu                                            | ppor. kaw. Eugeniusz Gąska                                   |
| dowódca II plutonu                                           | pchor. Adolf Krause                                          |
| dowódca III plutonu                                          | ppor. rez. kaw. Julian Russocki                              |
| szef szwadronu                                               | wachm. Władysław Kacała                                      |
| 3 szwadron                                                   |                                                              |
| dowódca szwadronu                                            | rtm. Jan Ptak                                                |
| dowódca I plutonu                                            | ppor. kaw. Marian Alfred Rotter                              |
| dowódca II plutonu                                           | pchor. Adam Andrysik                                         |
| p.o. dowódcy III plutonu                                     | plut. Franciszek Nowak                                       |
| szef szwadronu                                               | st. wachm. Władysław Kubik                                   |
| 4 szwadron                                                   |                                                              |
| dowódca szwadronu                                            | por. kaw. Ludwik Cuber                                       |
| dowódca I plutonu                                            | ppor. kaw. Jacek Krzyszkowski                                |
| dowódca II plutonu                                           | ppor. rez. Tyszkowski                                        |
| p.o. dowódcy III plutonu                                     | wachm. Franciszek Wasyliszyn                                 |
| szef szwadronu                                               | st. wachm. Zygmunt Makara                                    |
| szwadron ciężkich karabinów maszynowych                      |                                                              |
| dowódca szwadronu                                            | por. kaw. Witold Józef Morawski                              |
| dowódca I plutonu                                            | ppor. kaw. Stefan Błażejewski                                |
| dowódca II plutonu                                           | ppor. rez. kaw. NN                                           |
| dowódca III plutonu                                          | ppor. rez. kaw. Jan Antoni Zając                             |
| p.o. szefa szwadronu                                         | plut. Paweł Rodzoń                                           |
| pododdziały specjalne                                        |                                                              |
| dowódca plutonu łączności                                    | por. kaw. Stanisław Taczak                                   |
| dowódca plutonu przeciwpancernego                            | por. kaw. Piotr Strok                                        |
| dowódca plutonu kolarzy                                      | ppor. kaw. Zbigniew Chwałek                                  |

### Mapy walk pułku

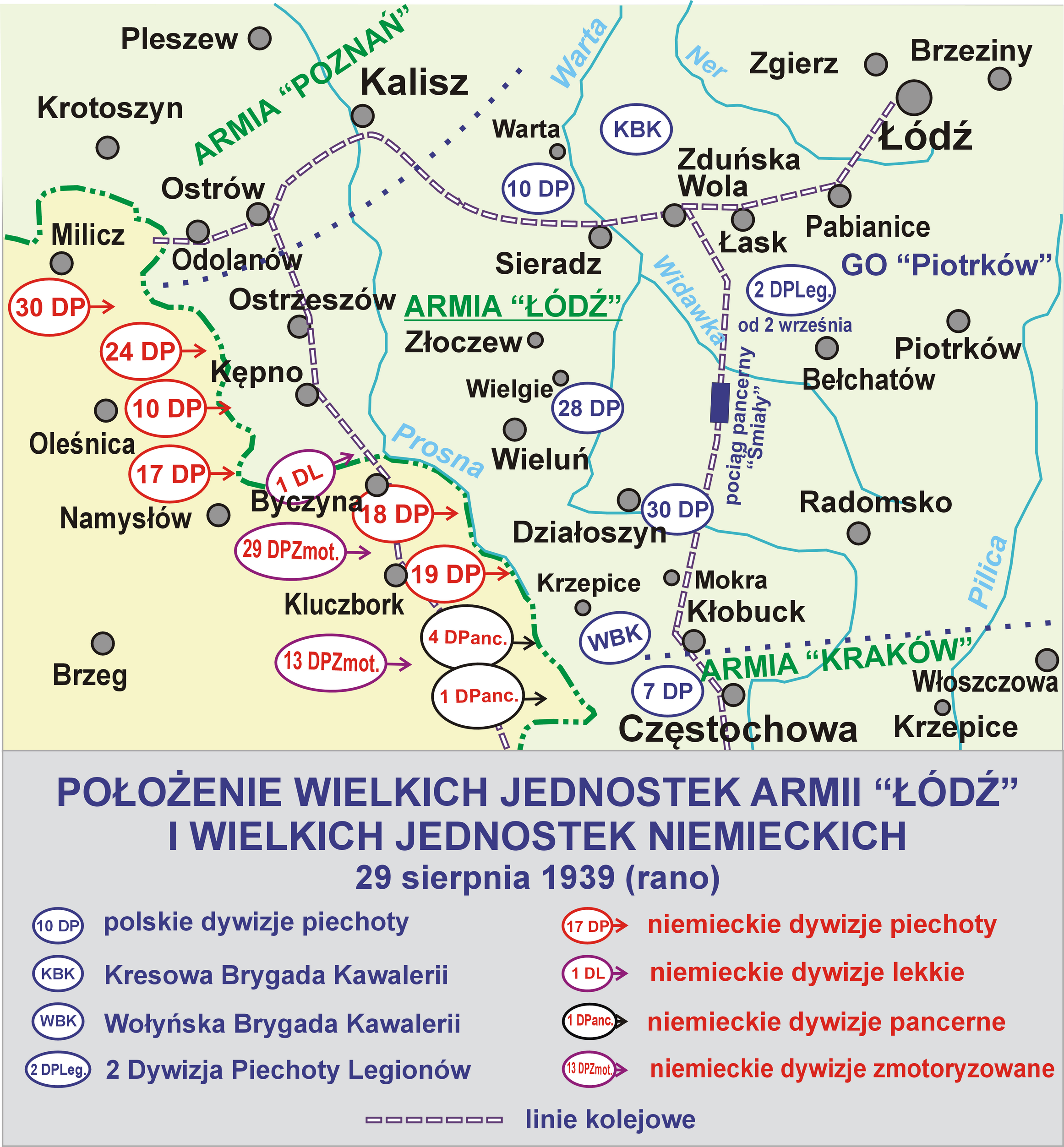
Pułk walczył w składzie KrBK
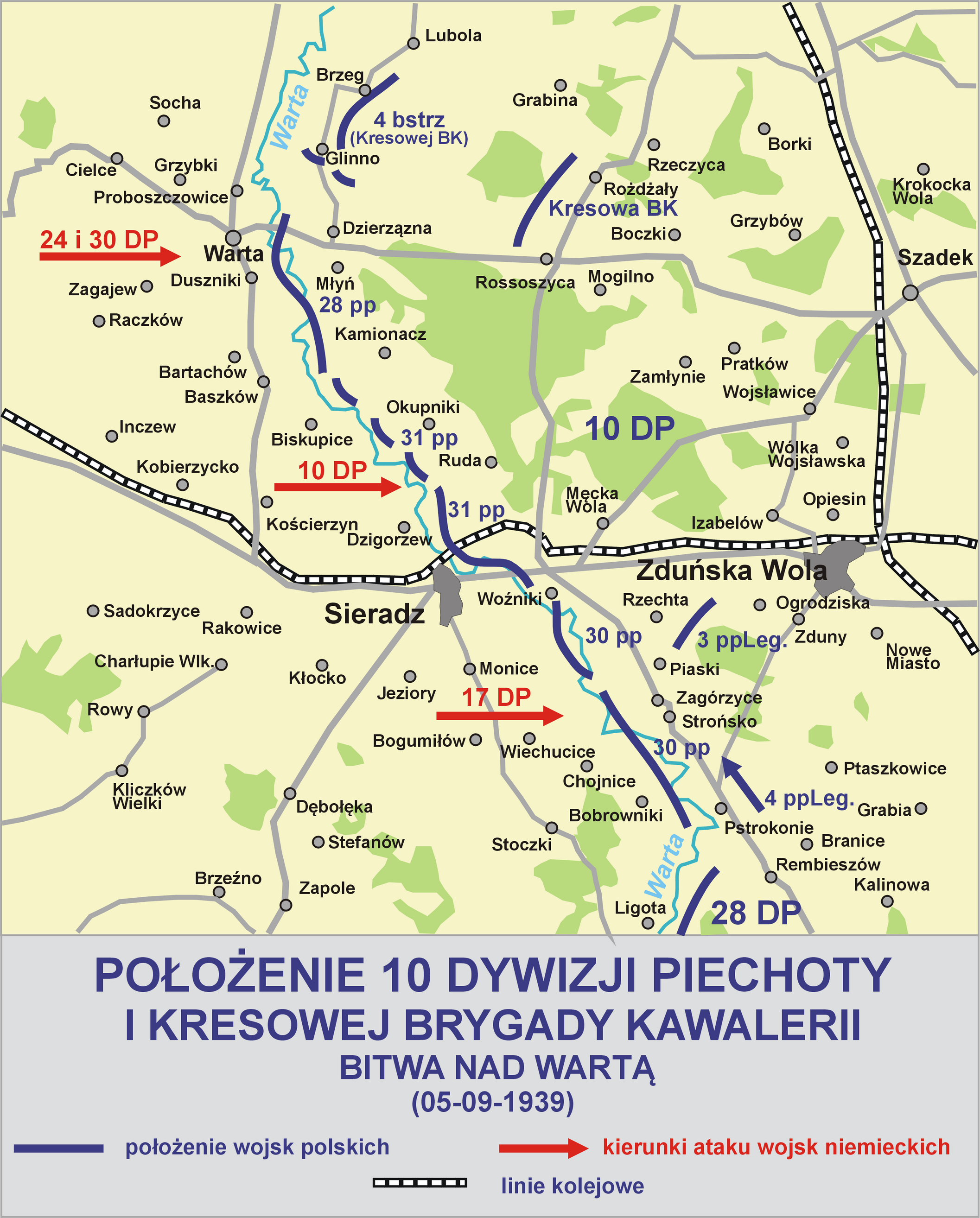

## Symbole pułkowe

### Sztandar
Sztandar pułkowi ofiarowali obywatele ziemi rzeszowskiej i ropczyckiej. 11 października 1921 sztandar w imieniu Prezydenta Rzeczypospolitej wręczył generał broni Tadeusz Rozwadowski. Po lewej stronie sztandaru znajdują się wypisane miejscowości: Ostrołęka, Nowy Dwór, Zabiele, Rudnia Baranowska, Biskupiec, pod którymi pułk dzielnie walczył. Sztandar przechowywany jest w Muzeum Wojska Polskiego w Warszawie.

### Odznaka pamiątkowa
16 grudnia 1924 Minister Spraw Wojskowych generał dywizji Władysław Sikorski zatwierdził wzór odznaki dla szeregowych 20 pułku ułanów. Odznaka o wymiarach 41x41 mm ma kształt krzyża maltańskiego pokrytego białą emalią. W jego środku pod koroną królewską srebrny spleciony inicjał „I3R” (Ioannus Tercius Rex). Krzyż nałożony jest na metalową, emaliowaną w kolorze amarantowym rozetę z pierścieniem granatowo-białym. Odznaka oficerska, dwuczęściowa, wykonana w srebrze, na rewersie numerowana. Autorem projektu odznaki był rotmistrz Stanisław Gepner, a wykonawcą Jan Knedler z Warszawy.

### Barwy
20 pułk ułanów używał proporczyków amarantowych z granatowo-białą żyłką pośrodku oraz amarantowych otoków na rogatywkach.
| Proporczyk | Opis                                                             |
| ---------- | ---------------------------------------------------------------- |
|            | Proporczyk amarantowy z wąskim paskiem granatowo-białym pośrodku |
|            | proporczyk dowództwa w 1939                                      |
|            | proporczyk 1 szwadronu w 1939                                    |
|            | proporczyk 2 szwadronu w 1939                                    |
|            | proporczyk 3 szwadronu w 1939                                    |
|            | proporczyk 4 szwadronu w 1939                                    |
|            | proporczyk 5 szwadronu ckm w 1939                                |
|            | proporczyk plutonu łączności w 1939                              |
| Inne       | Opis                                                             |
|            | Na czapce rogatywce – otok amarantowy                            |
|            | Szasery ciemnogranatowe, lampasy amarantowe, wypustka amarantowa |
|            | „Łapka” (do 1921) – karmazynowa                                  |

### Żurawiejki
| Wśród ułanów nie masz pana nad ułana króla Jana.                           | Mają coś tam po kolana To ułani króla Jana. |
| Monokl w oku, mina pana - to ułani króla Jana.                             | Zamiast d* krwawa rana to ułani króla Jana. |
| Po każdej zwrotce: Lance do boju, szable w dłoń, bolszewika goń, goń, goń! |                                             |

## Ułani Króla Jana

### Dowódcy i zastępcy dowódcy pułku
| Stopień, imię i nazwisko              | Okres pełnienia służby   | Kolejne stanowisko                       |
| Dowódcy pułku                         | Dowódcy pułku            | Dowódcy pułku                            |
| ------------------------------------- | ------------------------ | ---------------------------------------- |
| płk kaw. Dymitr Radwiłłowicz          | VII - VIII 1920          |                                          |
| mjr kaw. Piotr Głogowski              | 21 VIII 1920 - 1 IX 1923 | rezerwa oficerów DOK X                   |
| płk kaw. Rudolf Boyen                 | IX 1923 – 1927           | stan spoczynku z dniem 30 IV 1927        |
| ppłk kaw. Stanisław Rabiński          | 5 V 1927 - I 1928        | przewodniczący Komisji Remontowej nr 4   |
| ppłk kaw. Władysław II Müller         | I 1928 – XII 1930        | dowódca 8 psk                            |
| ppłk kaw. Edward Godlewski            | XII 1930 – II 1936       | dowódca 14 puł                           |
| płk dypl. kaw. Andrzej Kunachowicz    | II 1936 – IX 1939        |                                          |
| Zastępcy dowódcy pułku                |                          |                                          |
| mjr kaw. Mieczysław Kudelski          | 1923 – V 1926            | 1 pszwol.                                |
| mjr kaw. Władysław II Müller          | od V 1926                |                                          |
| ppłk kaw. Ignacy Kowalczewski         | IV 1928 – III 1930       | dowódca 5 psk                            |
| ppłk kaw. Edward Milewski             | III 1930 – IV 1934       | dowódca 3 pszwol                         |
| mjr dypl. kaw. Włodzimierz Rytarowski | od IV 1934               |                                          |
| mjr dypl. kaw. Włodzimierz Kasperski  | do VIII 1939             | oficer do zleceń dowódcy Armii „Karpaty” |

### Żołnierze 20 pułku ułanów - ofiary zbrodni katyńskiej
Biogramy ofiar zbrodni katyńskiej znajdują się między innymi w bazach udostępnionych przez Ministerstwo Kultury i Dziedzictwa Narodowego oraz Muzeum Katyńskie.
| Nazwisko i imię     | stopień     | zawód                | miejsce pracy przed mobilizacją          | zamordowany |
| ------------------- | ----------- | -------------------- | ---------------------------------------- | ----------- |
| Juliusz Bakoń       | pchor. rez. |                      |                                          | Katyń       |
| Franciszek Barczyk  | chorąży     | żołnierz zawodowy    |                                          | Katyń       |
| Zygmunt Cepil       | ppor. rez.  |                      |                                          | Katyń       |
| Bohdan Czajkowski   | ppor. rez.  | inżynier chemik      | Cukrownia Dobrzelin                      | Katyń       |
| Ludwik Ćwikła       | kapral      |                      |                                          | Kalinin     |
| Getmisz Kaz-Gerej   | porucznik   | żołnierz kontraktowy |                                          | Katyń       |
| Jan Grzelak         | kapitan     | żołnierz zawodowy    |                                          | Katyń       |
| Kazimierz Jankowski | porucznik   | żołnierz zawodowy    |                                          | Katyń       |
| Wacław Kosmala      | ppor. rez.  | nauczyciel           | szkoła w Wszechświętnem                  | Katyń       |
| Tadeusz Łuczak      | ppor. rez.  |                      | Urząd Ziemski w Wilnie                   | Katyń       |
| Tadeusz Paczowski   | por. rez.   | prawnik              | Sąd Okręgowy w Warszawie                 | Charków     |
| Henryk Roguski      | ppor. rez.  |                      |                                          | Katyń       |
| Marian Strzelbicki  | ppor. rez.  | inżynier             | Zakłady Tele-Radiotechniczne w Warszawie | Katyń       |
| Eugeniusz Ujejski   | por. rez.   | farmaceuta, mgr      | kier. Apteki „Pod Aniołem” w Tarnowie    | Charków     |

## Upamiętnienie
Tradycje 20 pułku ułanów kontynuują stowarzyszenia: Oddział Kawalerii Ochotniczej Wierzawice w barwach 20. Pułku Ułanów im. Króla Jana III Sobieskiego, Szwadron Podkarpacie 20. Pułku Ułanów im. Króla Jana III Sobieskiego oraz Konna Straż Ochrony Przyrody i Tradycji im. 20. Pułku Ułanów. 